# پری‌میوزیت
پری‌میوزیت (انگلیسی: Perimyositis) به معنی التهاب یا تورم بافت‌های نزدیک به ماهیچه‌ها است.